# Dioscoro (antipapa)
Dioscuro o Dioscoro (Alessandria d'Egitto, ... – Roma, 14 ottobre 530) fu un antipapa per alcuni giorni nel 530.

## Biografia
Dioscuro fu diacono della Chiesa di Alessandria inserito nei ranghi del clero romano che, grazie alla sua attitudine al comando, presto acquisì una notevole influenza all'interno della Chiesa di Roma. Sotto papa Simmaco fu inviato a Ravenna per lo svolgimento di un'importante missione diplomatica presso Teodorico il Grande e, in seguito, sotto papa Ormisda, servì come apocrisiarius alla corte di Giustiniano a Costantinopoli. Durante il pontificato di papa Felice IV divenne il capo riconosciuto della fazione bizantina, una fazione romana che si opponeva alla crescente influenza e potere della fazione cosiddetta gotica, per la quale il papa parteggiava. Dioscuro servì quindi la Chiesa per trent'anni sotto quattro papi: Simmaco, Ormisda, Giovanni I e Felice IV.

### Legittimità di Bonifacio II e illegittimità di Dioscuro
Per evitare una possibile disputa per il pontificato, Felice IV, poco prima di morire, aveva fatto un passo senza precedenti con la nomina a proprio successore dell'anziano arcidiacono Bonifacio, suo amico e consigliere fidato. Un atto espressamente condannato da papa Ilario che, nel sinodo di Roma del 465, proibì a chiunque di stabilire il successore di un vescovo (quindi anche del papa) mentre questi era in vita, compreso il vescovo stesso, pena la scomunica.
Trentatré anni dopo però papa Simmaco, in concilio alla presenza di 72 vescovi, stabilì che il pontefice poteva indicare il suo successore e il senato e il popolo di Roma dovevano obbedire al suo volere, pena la scomunica. Solo e soltanto se il Papa non avesse indicato alcun successore, si era liberi di procedere ad un'elezione. Questa decisione fu una delle due cause dell'esclusione di Dioscuro dagli elenchi papali (l'altra fu la sua prematura morte). A dispetto del volere di Papa Ilario, Simmaco, che continuò a proibire ai vescovi e a chiunque altro di discutere sulla successione del Papa mentr'era vivo, stabilì che il Papa stesso invece poteva imporre la sua volontà, onde evitare scismi e divisioni come quelli accaduti alla sua elezione, quando una parte del clero elesse l'Antipapa Lorenzo. Felice IV non fece altro che avvalersi del diritto concessogli dal predecessore (ma fu il primo e l'unico a riuscirci) e sul letto di morte minacciò di scomunica coloro che non avessero accettato Bonifacio come papa successivo. Il senato, in accordo col clero, reagì pubblicando un editto che proibiva la discussione sul successore del papa regnante finché questi era vivo e sotto pena di esilio e confisca dei beni impedì di accettare qualunque designazione, in aperto contrasto con quanto deciso da Papa Simmaco, mentre Felice addirittura faceva pervenire la notifica dell'elezione del suo successore Bonifacio II all'esarcato di Ravenna. Ciò non deve stupire: ogni Papa, in virtù del suo potere di legare e sciogliere, può sempre decidere come deve avvenire l'elezione dei suoi successori, come vuole e nei modi in cui vuole, con il diritto di disfare ciò che i predecessori avevano stabilito; ma senato e popolo non avevano mai accettato questa privazione del loro diritto di scegliersi liberamente il loro vescovo.
Non è chiaro se l'assemblea alla fine si sottomise al volere di Felice IV o se se ne fosse disinteressata, fatto sta che, subito dopo la morte del Papa, Bonifacio era pronto ad assumere l'incarico, se non che l'assemblea, con suo grande stupore (e forse tradendo quanto promesso al morente Felice), procedette ad un'indipendente e (solo formalmente) regolare elezione, anziché accettarlo subito come pontefice.

### Doppia elezione
Infatti il giorno stesso della morte di Felice, il 22 settembre 530, l'assemblea si riunì per eleggere il successore e la grande maggioranza dei sacerdoti romani (60 su 67) rifiutò di esaudire il suo desiderio. Riunitasi presso la Basilica di Costantino, una maggioranza schiacciante elesse Dioscuro, capo carismatico dei filobizantini già da anni. Lo stesso giorno gli altri sette si ritirarono in una sala della Basilica di Santa Maria in Trastevere ed elessero Bonifacio II. Non è chiaro quale dei due gruppi elesse per primo il proprio candidato: le fonti su questo sono discordi. Lo scisma che ne seguì fu di breve durata, infatti Dioscuro morì poco dopo, il 14 ottobre, ed i 60 presbiteri che lo avevano eletto, per desiderio di unità e pace (e forse vedendo la prematura morte del loro Papa come un segno terribile dall'Alto), non elessero un successore ma si sottomisero a Bonifacio, che fu così riconosciuto legittimo Papa all'unanimità.

## Dopo la morte di Dioscuro
Nel dicembre 530, Bonifacio II convocò un sinodo romano di fronte al quale emise un decreto di anatema contro Dioscuro. L'elezione dell'alessandrino, se oggi può apparire legittima e costituzionale, in realtà all'epoca era illegittima e incostituzionale in base a quanto decretato da Simmaco nel 499. Allo stesso tempo, Bonifacio fece sottoscrivere la condanna del suo rivale ai 60 presbiteri che lo avevano eletto e fece depositare il documento negli archivi della chiesa. Nella dichiarazione, addusse come motivo dell'illegittimità di Dioscuro anche il fatto che egli avrebbe commesso peccato di simonia, cioè avrebbe pagato per farsi eleggere papa, corrompendo i presbiteri e i laici. Ciò emerse dal sinodo che doveva chiarire e ratificare tutte le irregolarità sull'elezione di Dioscuro per riunire i membri divisi della comunità. Successivamente, però, l'anatema contro Dioscuro fu rimosso e il documento fu fatto bruciare da papa Agapito I nel 535. Agapito era della fazione dei presbiteri che avevano eletto Dioscuro e volle riabilitarlo, almeno moralmente e a posteriori. Se legalmente l'elezione di Bonifacio per volere di Felice era stata corretta, moralmente non lo era perché il decreto di Simmaco privava il popolo romano della sua prerogativa di eleggersi il pastore; infatti Agapito, 35 anni dopo, abrogò il diritto di un Papa di scegliersi il successore: a partire dal sinodo di Roma del 535 ciò non fu più possibile. In realtà, già nel 532 l'aveva abrogato Bonifacio dopo la sua contestata decisione di scegliersi come successore Vigilio, ma Agapito annullò il decreto definitivamente.
A Felice IV si attribuì una lettera dettata in punto di morte, il Praeceptum Papae Felicis per quod sibi Bonifacium archidiaconum suum post se substituere cupiebat, cioè "Ordine di Papa Felice per il quale desidera che il suo arcidiacono Bonifacio subentri dopo di lui" e che comincia con: «De quiete vestra et pace cogitantes ...» ossia "Pensando noi [plurale maiestatis] alla quiete vostra e alla pace". Ma nessun autore contemporaneo, nemmeno lo stesso Papa Bonifacio II, lo cita. Si parla pure d'un Libellum que dederunt presbiteri LX post mortem Dioscuri Bonifacio Papae, cioè "Libello che i 60 presbiteri diedero dopo la morte di Dioscuro a Papa Bonifacio", un presunto memoriale dato come ritrattazione della memoria di Dioscuro da parte dei suoi sostenitori al nuovo Papa. Ma è ormai accertato che sono entrambi documenti apocrifi, creati per dare piena legittimità all'elezione contestata di Bonifacio, anche perché, se fossero realmente esistiti, avremmo documenti e testimonianze di Bonifacio II che li cita e li usa per dare forza e fondamento alla propria posizione.